# Begraafplaats van Licques
De Begraafplaats van Licques is een gemeentelijke begraafplaats in de Franse gemeente Licques in het departement Pas-de-Calais. De begraafplaats ligt in het dorpscentrum. Vroeger was het een kerkhof rond de parochiekerk, maar deze kerk verdween en in het begin van de 19de eeuw nam de voormalige abdijkerk van Licques de functie van parochiekerk over.

## Britse oorlogsgraven
Op de begraafplaats bevinden zich twee Britse oorlogsgraven uit de Tweede Wereldoorlog. De graven zijn geïdentificeerd. De gesneuvelden vielen aan het begin van de oorlog, eind mei of begin juni 1940.
De graven worden onderhouden door de Commonwealth War Graves Commission. In de CWGC-registers is de begraafplaats opgenomen als Licques Communal Cemetery.